# Marco Arnolfo
Marco Arnolfo (Cavallermaggiore, 10 novembre 1952) è un arcivescovo cattolico italiano, dal 27 febbraio 2014 arcivescovo metropolita di Vercelli.

## Biografia
Nasce a Cavallermaggiore, in provincia di Cuneo e arcidiocesi di Torino, il 10 novembre 1952, da Pietro e Maddalena.

### Formazione e ministero sacerdotale
Frequenta il seminario minore di Rivoli e successivamente i corsi di filosofia e teologia presso la sezione di Torino della Facoltà teologica dell'Italia settentrionale. Dopo il biennio di specializzazione in teologia pastorale presso la sezione di Torino della Università Pontificia Salesiana, si laurea in fisica all'università degli Studi di Torino.
Il 25 giugno 1978 è ordinato presbitero, a Monasterolo di Savigliano, dall'arcivescovo di Torino Anastasio Alberto Ballestrero.
Dopo l'ordinazione è nominato viceparroco del duomo di Chieri, mentre nel 1982 della parrocchia dei Santi Pietro e Paolo di Santena. Svolge l'incarico di rettore del seminario minore di Torino, dal 1987 al 2001.
Nel 2001 diviene parroco della parrocchia di San Giovanni Battista di Orbassano, la più popolosa dell'arcidiocesi di Torino con i suoi 25 000 battezzati, e rettore della chiesa della Madonna di Fatima. Dal 2008 al 2011 è anche vicario episcopale per il settore Torino Ovest dell'arcidiocesi.
Il 20 marzo 2010 è nominato cappellano di Sua Santità da papa Benedetto XVI e quindi riceve il titolo di monsignore.

### Ministero episcopale

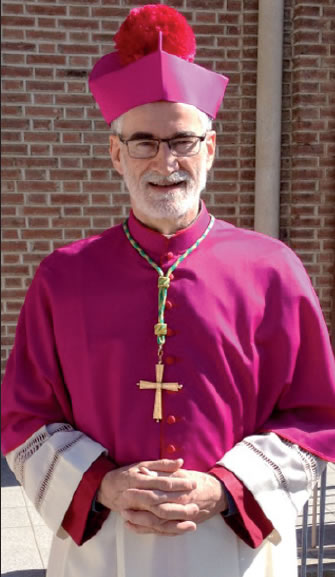
Mons. Arnolfo il giorno della sua ordinazione episcopale, l'11 maggio 2014.

Il 27 febbraio 2014 papa Francesco lo nomina arcivescovo metropolita di Vercelli; succede a Enrico Masseroni, dimessosi per raggiunti limiti di età. L'11 maggio successivo riceve l'ordinazione episcopale, nella cattedrale di Vercelli, dall'arcivescovo di Torino Cesare Nosiglia, co-consacranti l'arcivescovo Enrico Masseroni, suo predecessore, e il vescovo di Biella Gabriele Mana. Durante la stessa celebrazione prende possesso dell'arcidiocesi. Il 29 giugno riceve il pallio da papa Francesco nella basilica di San Pietro in Vaticano.
Il 22 maggio 2018 è eletto vicepresidente della Conferenza episcopale piemontese; mantiene l'incarico fino al 5 ottobre 2022.
Ricopre il ruolo di delegato per i problemi sociali e il lavoro della Conferenza episcopale piemontese. In seno alla Conferenza Episcopale Italiana, è membro della Commissione episcopale per i problemi sociali e il lavoro, la giustizia e la pace e del Comitato scientifico e organizzatore delle Settimane sociali dei cattolici italiani.

## Genealogia episcopale e successione apostolica
La genealogia episcopale è:
- Cardinale Scipione Rebiba
- Cardinale Giulio Antonio Santori
- Cardinale Girolamo Bernerio, O.P.
- Arcivescovo Galeazzo Sanvitale
- Cardinale Ludovico Ludovisi
- Cardinale Luigi Caetani
- Cardinale Ulderico Carpegna
- Cardinale Paluzzo Paluzzi Altieri degli Albertoni
- Papa Benedetto XIII
- Papa Benedetto XIV
- Papa Clemente XIII
- Cardinale Bernardino Giraud
- Cardinale Alessandro Mattei
- Cardinale Pietro Francesco Galleffi
- Cardinale Giacomo Filippo Fransoni
- Cardinale Carlo Sacconi
- Cardinale Edward Henry Howard
- Cardinale Mariano Rampolla del Tindaro
- Cardinale Gennaro Granito Pignatelli di Belmonte
- Cardinale Pietro Boetto, S.I.
- Cardinale Giuseppe Siri
- Cardinale Giacomo Lercaro
- Vescovo Gilberto Baroni
- Cardinale Camillo Ruini
- Arcivescovo Cesare Nosiglia
- Arcivescovo Marco Arnolfo

La successione apostolica è:
- Vescovo Cristiano Bodo (2017)